# 斯潘塞鎮區 (明尼蘇達州艾特金縣)
斯潘塞鎮區（英語：Spencer Township）是位於美國明尼蘇達州艾特金縣的一個行政鎮區。

## 地方資料
斯潘塞鎮區的面積為97.60平方千米，當中陸地面積為95.70平方千米，而水域面積為1.90平方千米。根據2020年美國人口普查的數據，當地共有人口522人，而人口密度為每平方千米5.35人。